# Kadi Jolie
Pour les articles homonymes, voir Jolie.
Kadi Jolie est une série télévisée franco-burkinabé en 80 épisodes de 12 minutes, créée en 1999 par Idrissa Ouedraogo en coproduction avec la chaîne CFI TV. En France, la série a été diffusée à partir du 7 mars 2000 sur Comédie !.

## Synopsis
Cette série met en scène Kadi, une célibataire trentenaire et pétillante, qui aime à tourner en ridicule les hommes qui s'intéressent d'un peu trop près à elle.

## Distribution
- Aminata Diallo Glez : Kadi Jolie
- Léontine Zoundi : Nora
- Alimata Koné : Sita
- Alain Hema : Ahmed
- Erick Zongo : Aroun
- Hdevert Méda : Marabout

## Fiche technique
- Réalisateur : Idrissa Ouedraogo
- Chef opérateur : Philippe Roméo
- Assistant opérateur : Wangrawa Boukaré
- Ingénieur du son : Issa Traoé
- Assistant réalisation : Guy Désiré Yaméogo, Kouka Aimé Zongo
- Chef électricien : Grégoire Simporé
- Assistant électricien : Moussa Ouedraogo, Issaka Ouedraogo
- Régisseur : Arouna Djibo
- Cuisinière : Kadi Djibo
- Montage : Véronique Holley
- Mixage : Denis Lefdup, Xavier Bonneyrat
- Directeur de production : Adama Ouedraogo, dit Diouf
- Assistant de production : Leïka Khénas
- Logistique informatique : Wladimir Cousew
- Musiques : Ragga de Ouaga

## Commentaires
- Cette série connaît un succès considérable en Afrique où elle est diffusée dans de nombreux pays.